# シーマニア・シルバティカ
シーマニア・シルバティカ（学名：Seemannia sylvatica）はイワタバコ科シーマニア属の多年生草本。球根植物。
種小名は森に生えることを意味する。

## 特徴
鱗状の地下茎を持つ。草丈30–50 cm。茎は緑白色で、初めは直立するが次第に傾く。葉は長楕円状倒披針形で長さ8–13 cm、細長くツヤがあり、全縁で先は細く尖り、対生する。葉腋から7 cmほどの花茎を出し1個の花をつける。萼は5裂し、筒状の花冠は長さ1.5 cm、下面がふくらみ袋状になる。花冠の先は浅く5裂し、やや反り返る。橙赤色の花を秋～春に開花する。

## 分布
南米エクアドル、ペルー、ブラジル、ボリビア、パラグアイ原産。

## 生育環境と利用
日当たりを好むが、夏は半日陰が良い。高温乾燥を防ぐ。過湿を嫌うため水管理に注意を要する。寒さに弱いので、冬は室内に取り込む必要がある。冬越しには10℃以上が必要で、温暖な沖縄では多年草花壇や地被植物として利用される。病虫害は特にみられない。挿し木や分根で繁殖する。

## ギャラリー
沖縄県内におけるシーマニア・シルバティカの植栽
- 植栽（国頭村）
- 対生する葉
- 花の側面観
- 植栽（恩納村）

## 近縁種
同属でアルゼンチン～ボリビア原産のシーマニア・ネマタントデス Seemannia nematanthodesも温室等で栽培される。初夏～晩秋に開花し、本種も耐寒性をもたない。
シーマニア・ネマタントデス
（2024年12月 板橋区立熱帯環境植物館）
- 花
- 植栽

## シーマニア属の分類
本種は当初、Seemannia属の種として記載され、この属名で日本へ導入されていたが、Seemanniaは属間交雑が可能な近縁属Gloxiniaへ纏められていた経緯があり、図鑑等では旧属名のグロキシニアが用いられることがある。しかし、Gloxiniaが遺伝的に多系統的であることが明らかにされ、総状花序をもつGloxiniaに対してSeemanniaは異なる等、遺伝的・形態的な差異が認められることから、Gloxiniaは再編・細分化され、本種やシーマニア・ネマタントデスを含む4種が元のSeemanniaへ戻された。